# Nie poganiaj mnie/Nie chodzi o...
Nie poganiaj mnie/Nie chodzi o... – singel hip-hopowego zespołu Projektor wydany 1 lipca 2006 roku pod szyldem MaxFloRec. Na dwustronnej płycie zostały zamieszczone m.in. trzy pełne utwory, dwie wersje instrumentale i dwie acapelle. W piosence Nie Chodzi O... gościnnie występują Rahim, Bas Tajpan i Cichy.

## Lista

### Strona A
| 1. | "Nie poganiaj mnie [Album Ver] "       | 3:06  |
|    |                                        |       |
| 2. | "Nie poganiaj mnie [Acapella] "        | 2:18  |
|    |                                        |       |
| 3. | "Nie poganiaj mnie [Instrumental] "    | 1:31  |
|    |                                        |       |
| 4. | "Wszyscy mają problem [Instrumental] " | 1:22  |
|    |                                        |       |
| 5. | "PRT Vocal Cutz + DJ Tools"            | 1:12  |
|    |                                        |       |
|    |                                        | 09:29 |
|    |                                        |       |

### Strona B
| 1. | "Nie chodzi o... [Album Ver]"       | 3:42  |
|    |                                     |       |
| 2. | "Nie chodzi o... [Acapella] "       | 3:16  |
|    |                                     |       |
| 3. | "Wszyscy mają problem [Album Ver] " | 2:23  |
|    |                                     |       |
|    |                                     | 09:21 |
|    |                                     |       |